# Гамбит Эванса
Гамбит Э́ванса — шахматный дебют, начинающийся ходами: 
 1. e2-e4 e7-e5 
 2. Kg1-f3 Kb8-c6 
 3. Cf1-c4 Cf8-c5 (итальянская партия)
 4. b2-b4.
Относится к открытым началам. В Энциклопедии шахматных дебютов вариантам гамбита Эванса соответствуют коды С51-С52.

## История
Этот гамбит был изобретён в 1824 году англичанином Дейвисом Эвансом. Первой известной партией в гамбите Эванса является партия Эванс — Мак-Доннелл (Лондон 1827). Гамбит был несколько раз применён в матче Мак-Доннелл — Лабурдонне в 1834 году.
Во второй половине XIX века гамбит Эванса был очень популярен. Его с успехом применяли блестящие мастера атаки Пол Морфи, Адольф Андерсен, Михаил Чигорин. Этим гамбитом была сыграна известная «неувядаемая партия» между Адольфом Андерсеном и Жаном Дюфренем в Берлине в 1852 году.
На рубеже XIX и XX веков Эмануил Ласкер предложил хорошую систему защиты за чёрных, и дебют почти исчез из практики мастеров. Однако сегодня он вновь иногда встречается на гроссмейстерском уровне, обогащённый новыми идеями. Его применяли и применяют такие игроки, как Ян Тимман, Джон Нанн, Гарри Каспаров, Владимир Крамник.

## Основные идеи
В итальянской партии белые близки к своей цели — созданию сильного пешечного центра, но им не хватает буквально одного темпа для закрепления перевеса. В связи с этим достаточно логична попытка путём жертвы фланговой пешки «b2» выиграть время и решить проблему захвата центра. Таким образом, чёрные в такой редакции уже не успевают провести контрудар в центре ходом d7-d5.
В случае принятия гамбита чёрными белые захватывают центр ходами с2-с3 и d2-d4. При возможности белые также могут сыграть Фd1-b3, развивая атаку на пункт f7, и Сc1-а3, препятствуя рокировке чёрных.
Если же чёрные отклоняют гамбит ходом 4.Cc5-b6, то белые приобретают пространственное преимущество на ферзевом фланге. Возможно продолжение наступления посредством хода a2-a4.

## Варианты
После 4. b2-b4 у чёрных два основных продолжения:
- 4…Cc5:b4 — принять жертву пешки и, вернув её в подходящий момент, уравнять игру.
- 4…Сс5-b6 — отклонить жертву (отказанный гамбит Эванса).

### Принятый гамбит Эванса
После 4…Cc5:b4 5. с2-с3 у чёрных есть несколько вариантов отступления слоном. Сильнейшими ответами считаются 5…Сb4-a5 и 5…Сb4-e7, но ходы 5…Сb4-c5 и 5…Сb4-d6 тоже возможны. Примерные варианты:
4…С:b4 5.c3 Сa5 6.d4 d6 (или 6…ed 7.0-0 Кge7 8.cd d5) 7.Фb3 (или 7.0-0 Сb6 — вариант Ласкера) Фd7 8.dxe5,
4…С:b4 5.c3 Сe7 6.d4 Кa5 7. К:e5 (или 7.Се2 — см. партию ниже).

### Отказанный гамбит Эванса
После 4…Сс5-b6 игра чаще всего продолжается 5.a4 a6 6.Кс3 с инициативой у белых. Считается, что чёрным невыгодно отклонять гамбит Эванса, так как это приводит к потере темпа. Однако Арон Нимцович, например, считал, что отказ от гамбитной пешки оправдан, поскольку четвёртый ход белых, не воздействуя напрямую на центр, также является потерей времени. Кроме того, продвинутая на b4 пешка в перспективе может оказаться слабой, а чёрный слон столь же активен, но меньше подвержен нападению.

## Примерная партия
Каспаров — Ананд Вишванатан (Рига, 1995)
1.e4 e5 2.Кf3 Кc6 3.Сc4 Сc5 4.b4!? С:b4 5.c3 Сe7 6.d4 Кa5 7.Сe2!? ed 8.Ф:d4! Кf6?! 9.e5 Кc6 10.Фh4 Кd5 11.Фg3 g6 12.0—0 Кb6 13.c4! d6 14.Лd1 Кd7 15.Сh6! Кc: e5 16.К:e5 К:e5 17.Кc3 f6 18.c5! Кf7 19.cd cd 20.Фe3! К:h6 21.Ф:h6 Сf8 22.Фe3+! Крf7 23.Кd5 Сe6?! 24.Кf4 Фe7 25.Лe1! Теперь материальные потери для чёрных неизбежны — 25…Фd7 26.Сb5! Ф:b5 27.Ф:e6+ Крg7 28.Кd5, или 25…d5 26.Сf3 Лe8 27.К:e6 Ф:e6 28.Ф:e6 Л:e6 29.Сd5 — и поэтому черные сдались (1:0).